# The Basement Collection
The Basement Collection est une compilation des jeux vidéo Flash développés par Edmund McMillen. Cette compilation est sortie le 31 août 2012 sur Steam. Elle regroupe la majorité des jeux Flash créés par Edmund McMillen. Les différents jeux ont été refaits et l'on retrouve dans cette compilation des bonus et les musiques des jeux.

## Contenu

### Les jeux inclus
- Triachnid (2006), un jeu où l'on contrôle une araignée.
- Coil (2008), un jeu expérimental qui raconte l'histoire de la vie.
- Meat Boy (2008), le prototype du célèbre jeu Super Meat Boy en version Flash.
- Aether (2008), un jeu d'aventure dans l'espace.
- Grey-Matter (2008), un genre de shoot them up.
- Spewer (2009), un jeu de plateforme utilisant la physique de l'eau, ou dans ce cas là du vomi.
- Time Fcuk (2009), un puzzle game assez sombre.

### Bandes-son disponibles
- Aether
- Coil
- Grey-Matter
- Meat Boy
- Spewer
- Time Fcuk